# Meoneura amurensis
Meoneura amurensis är en tvåvingeart som beskrevs av Ozerov 1986. Meoneura amurensis ingår i släktet Meoneura och familjen kadaverflugor. Inga underarter finns listade i Catalogue of Life.